# Natação no Campeonato Europeu de Esportes Aquáticos de 2012 - 200 m medley masculino
A prova dos 200 metros medley masculino da natação no Campeonato Europeu de Esportes Aquáticos de 2012 ocorreu entre os dias 22 e 23 de maio em Debrecen na Hungria. 

## Calendário
| Fase          | Data       | Hora  |
| ------------- | ---------- | ----- |
| Eliminatórias | 22 de maio | 10:14 |
| Semifinal     | 22 de maio | 17:41 |
| Final         | 23 de maio | 18:17 |

Todos os horários estão no horário local (UTC+1)

## Recordes
Antes desta competição, os recordes eram os seguintes:
| Recorde mundial       | Ryan Lochte | 1:54.00 | Xangai    | 24 de julho de 2011  |
| Recorde europeu       | László Cseh | 1:55.18 | Roma      | 29 de julho de 2009  |
| Recorde do campeonato | László Cseh | 1:57.73 | Budapeste | 11 de agosto de 2010 |

Os seguintes novos recordes foram estabelecidos durante esta competição. 
| Data       | Prova | Nadadora    | Nacionalidade | Tempo   | Recordes              |
| ---------- | ----- | ----------- | ------------- | ------- | --------------------- |
| 23 de maio | Final | László Cseh | Hungria       | 1:56.66 | Recorde do campeonato |

## Medalhistas
| Ouro              | Prata               | Bronze             |
| László Cseh (HUN) | James Goddard (GBR) | Markus Rogan (AUT) |

## Resultados

### Eliminatórias
Esses foram os resultados das eliminatórias. 
| Pos. | Bateria | Raia | Nadador                | Nacionalidade | Tempo   | Notas            |
| ---- | ------- | ---- | ---------------------- | ------------- | ------- | ---------------- |
| 1    | 5       | 4    | László Cseh            | Hungria       | 1:59.15 | Q                |
| 2    | 4       | 5    | Dávid Verrasztó        | Hungria       | 2:00.35 | Q                |
| 3    | 4       | 6    | Simon Sjödin           | Suécia        | 2:00.38 | Q                |
| 4    | 4       | 4    | Markus Rogan           | Áustria       | 2:00.42 | Q                |
| 5    | 5       | 3    | Vytautas Janušaitis    | Lituânia      | 2:00.61 | Q                |
| 6    | 5       | 2    | Dinko Jukić            | Áustria       | 2:00.88 |                  |
| 7    | 3       | 3    | Federico Turrini       | Itália        | 2:01.33 | Q                |
| 8    | 5       | 6    | Gal Nevo               | Israel        | 2:01.35 | Q                |
| 9    | 4       | 3    | Diogo Filipe Carvalho  | Portugal      | 2:01.56 | Q                |
| 10   | 5       | 7    | Dmitry Gorbunov        | Rússia        | 2:01.76 | Q                |
| 11   | 3       | 5    | Jan-David Schepers     | Alemanha      | 2:02.35 | Q                |
| 11   | 4       | 2    | Luca Angelo Dioli      | Itália        | 2:02.35 | Q                |
| 13   | 3       | 6    | Raphael Stacchiotti    | Luxemburgo    | 2:02.36 | Q                |
| 14   | 3       | 4    | James Goddard          | Reino Unido   | 2:02.40 | Q                |
| 15   | 2       | 1    | Lukasz Wojt            | Polónia       | 2:02.41 | Q                |
| 16   | 5       | 1    | Martin Liivamägi       | Estónia       | 2:02.42 | Q                |
| 17   | 2       | 4    | Jakub Maly             | Áustria       | 2:02.61 |                  |
| 18   | 4       | 7    | Eduardo Solaeche Gomez | Espanha       | 2:02.62 | Q                |
| 19   | 5       | 5    | Markus Deibler         | Alemanha      | 2:02.66 |                  |
| 20   | 3       | 2    | Ivan Trofimov          | Rússia        | 2:02.74 |                  |
| 21   | 3       | 8    | Tom Kremer             | Israel        | 2:03.42 |                  |
| 22   | 4       | 1    | Andreas Vazaios        | Grécia        | 2:03.67 |                  |
| 23   | 2       | 6    | Yury Suvorau           | Bielorrússia  | 2:03.94 |                  |
| 24   | 3       | 1    | David Karasek          | Suíça         | 2:04.00 |                  |
| 25   | 2       | 7    | Nikša Roki             | Croácia       | 2:04.03 |                  |
| 26   | 2       | 8    | Tomáš Fučík            | Chéquia       | 2:04.04 |                  |
| 27   | 4       | 8    | Denys Dubrov           | Ucrânia       | 2:04.39 |                  |
| 28   | 2       | 2    | Dominik Dür            | Áustria       | 2:04.46 |                  |
| 29   | 5       | 8    | Maxym Shemberyev       | Ucrânia       | 2:04.54 |                  |
| 30   | 1       | 6    | Irakli Bolkvadze       | Geórgia       | 2:05.57 |                  |
| 31   | 1       | 3    | Pavol Jelenak          | Eslováquia    | 2:05.59 | Recorde nacional |
| 32   | 2       | 3    | Tal Hanani             | Israel        | 2:05.65 |                  |
| 33   | 2       | 5    | Jakub Jasinski         | Polónia       | 2:06.14 |                  |
| 34   | 1       | 4    | Saša Imprić            | Croácia       | 2:07.44 |                  |
| 35   | 1       | 1    | Peter Gutyan           | Eslováquia    | 2:09.02 |                  |
| 36   | 1       | 5    | Rok Resman             | Eslovênia     | 2:09.15 |                  |
| 37   | 1       | 7    | Pavels Vilcans         | Letônia       | 2:09.64 |                  |
| 38   | 1       | 2    | Adam Strieborny        | Eslováquia    | 2:10.65 |                  |
| 39   | 1       | 8    | Pavel Naroshkin        | Estónia       | 2:11.10 |                  |
| 40   | 3       | 7    | Yakov-Yan Toumarkin    | Israel        | DNS     |                  |

### Semifinal
Esses foram os resultados das semifinais. 
Semifinal 1
| Pos. | Raia | Nadador                | Nacionalidade | Tempo   | Notas |
| ---- | ---- | ---------------------- | ------------- | ------- | ----- |
| 1    | 5    | Markus Rogan           | Áustria       | 2:00.58 | Q     |
| 2    | 4    | Dávid Verrasztó        | Hungria       | 2:00.75 | Q     |
| 3    | 3    | Federico Turrini       | Itália        | 2:01.17 | Q     |
| 4    | 6    | Diogo Filipe Carvalho  | Portugal      | 2:01.64 |       |
| 5    | 2    | Jan-David Schepers     | Alemanha      | 2:01.71 |       |
| 6    | 8    | Eduardo Solaeche Gomez | Espanha       | 2:01.91 |       |
| 7    | 1    | Lukasz Wojt            | Polónia       | 2:02.40 |       |
| 8    | 7    | Raphael Stacchiotti    | Luxemburgo    | 2:03.50 |       |

Semifinal 2
| Pos. | Raia | Nadador             | Nacionalidade | Tempo   | Notas |
| ---- | ---- | ------------------- | ------------- | ------- | ----- |
| 1    | 4    | László Cseh         | Hungria       | 1:57.80 | Q     |
| 2    | 5    | Simon Sjödin        | Suécia        | 1:59.44 | Q,    |
| 3    | 6    | Gal Nevo            | Israel        | 1:59.62 | Q     |
| 4    | 1    | James Goddard       | Reino Unido   | 2:00.66 | Q     |
| 5    | 3    | Vytautas Janušaitis | Lituânia      | 2:00.75 | Q     |
| 6    | 8    | Martin Liivamägi    | Estónia       | 2:02.01 |       |
| 7    | 7    | Luca Angelo Dioli   | Itália        | 2:02.04 |       |
| 8    | 2    | Dmitry Gorbunov     | Rússia        | 2:02.94 |       |

### Final
Esse foi o resultado da final. 
| Pos.              | Raia | Nadador             | Nacionalidade | Tempo   | Notas                 |
| ----------------- | ---- | ------------------- | ------------- | ------- | --------------------- |
| Medalha de ouro   | 4    | László Cseh         | Hungria       | 1:56.66 | Recorde do campeonato |
| Medalha de prata  | 2    | James Goddard       | Reino Unido   | 1:57.84 |                       |
| Medalha de bronze | 6    | Markus Rogan        | Áustria       | 1:59.39 |                       |
| 4                 | 3    | Gal Nevo            | Israel        | 1:59.74 |                       |
| 5                 | 5    | Simon Sjödin        | Suécia        | 2:00.70 |                       |
| 6                 | 7    | Dávid Verrasztó     | Hungria       | 2:01.70 |                       |
| 7                 | 1    | Vytautas Janušaitis | Lituânia      | 2:02.08 |                       |
| 8                 | 8    | Federico Turrini    | Itália        | 2:02.50 |                       |

Legenda
| Recorde mundial       | Recorde mundial (World record)               |                       | Recorde africano                      | Recorde africano (African) |                                           | Q | Classificado por posição (Qualified) |
| Recorde do campeonato | Recorde do campeonato (Championship record)  | Recorde da América    | Recorde da América (Americas)         | q                          | Classificado por melhor tempo (Qualified) |   |                                      |
| Melhor marca do ano   | Melhor marca do ano (World leading)          | Recorde asiático      | Recorde asiático (Asian)              | DNS                        | Não largou (Did not start)                |   |                                      |
| Recorde nacional      | Recorde nacional (National record)           | Recorde europeu       | Recorde europeu (European)            | DNF                        | Não terminou (Did not finish)             |   |                                      |
| Recorde pessoal       | Recorde pessoal do atleta (Personal best)    | Recorde da Oceania    | Recorde da Oceania (Oceania)          | DSQ / DQ                   | Desclassificado (Disqualified)            |   |                                      |
| Recorde da temporada  | Recorde da temporada do atleta (Season best) | Recorde sul-americano | Recorde sul-americano (South America) | NM                         | Sem marca (No mark)                       |   |                                      |